# Gare d'Ardooie-Koolskamp
La gare d'Ardooie-Koolskamp (en français : « Ardoye-Coolscamp » est une ancienne gare ferroviaire belge de la ligne 73, de Deinze à La Panne située sur à mi-chemin des villages d'Ardooie et de Koolskamp, sections de la commune d'Ardooie, dans la province de Flandre-Occidentale en Région flamande.
Mise en service en 1880 par les Chemins de fer de l'État belge, elle ferme en 1984. Le bâtiment abandonné a été restauré en 2019 et abrite un magasin d'alimentation.

## Situation ferroviaire
Établie à 25 m d'altitude, la gare d'Ardooie était située au point kilométrique (PK) 24.0 de la ligne 73, de Deinze à La Panne (frontière française) entre les gares, également fermées, de Pittem et de Kortekeer. Cette ligne résulte du regroupement des chemins de fer de Deinze à Tielt (Chemins de fer de la Flandre-Occidentale), de Tielt à Lichtervelde (État belge), Lichtervelde à Furnes, et de Furnes à la frontière française (Compagnie de Furnes à Dunkerque).

## Histoire
Lorsque les Chemins de fer de l'État belge reprennent à la fin des années 1870 les deux compagnies de chemin de fer, membres de la Société générale d'exploitation (dissoute), qui avaient construit les lignes Lichtervelde - Furnes et Furnes - La Panne - frontière française, ce chemin de fer manquait d'un prolongement en direction de la région Gantoise.
La Société des chemins de fer de la Flandre-Occidentale (FO), propriétaire d'un réseau comprenant entre-autres les lignes Bruges - Lichtervelde - Courtrai et Deinze - Tielt - Ingelmunster n'avait pas réalisé de liaison entre Tielt et Lichtervelde. C'est donc l'État qui fait poser cette section sans attendre la nationalisation de la société FO qui aura finalement lieu en 1907. La ligne directe de Tielt à Lichtervelde est inaugurée le 25 mars 1880 et comprend alors deux gares intermédiaires : Pitthem et Ardoye-Coolscamp (la halte de Kortekeer ouvrant en 1888).
La gare est provisoirement dotée d'un bâtiment en matériaux légers jusqu'à la construction du bâtiment des recettes définitif en 1895.
La SNCB supprime les deux gares restantes entre Tielt et Lichtervelde lors de l'entrée en vigueur du plan IC-IR le 3 juin 1984.

## Patrimoine ferroviaire

### Premier bâtiment
L'aspect du bâtiment provisoire, comme celui de la gare de Pittem, n'est pas connu. Il pourrait s'agir d'une structure sans étage à pans de bois et remplissage en briques ; l'État belge ayant réalisé des constructions semblables dans d'autres gares.

### Second bâtiment
En 1895, le chef de gare prend ses quartiers dans un nouveau bâtiment des recettes appartenant au plan type 1881 de l'État belge, de la variante possédant une aile de trois travées disposée à droite du corps de logis et une aile de service, plus basse, à sa gauche. La gare de Pittem (démolie) et celle de Handzame étaient rigoureusement identiques à l'origine.
Il n'y a alors pas de halle aux marchandises — les colis et petites marchandises étaient peut-être traités dans l'aile du bâtiment principal — la halle actuelle a été construite à une date inconnue ; son aspect est semblable à celui des halles construites au lendemain de la Première Guerre mondiale pour remplacer des bâtiments détruits durant le conflit. Depuis l'arrêt des dessertes marchandises à Ardooie par la SNCB, il sert d'entrepôt.
Désaffecté après la fin des dessertes ferroviaires, le bâtiment de la gare n'est pas pour autant démoli. En mauvais état et envahi par la végétation, il est listé en 2010 au patrimoine architectural flamand, mesure qui ne protège toutefois pas de la destruction. La commune a toutefois des plans pour ce bâtiment abandonné. Le plan de réaménagement du quartier adopté en 2011 prévoit de donner un usage commercial à l'ancienne gare.
Il est finalement rénové en 2019 et accueille désormais le magasin de fruits et légumes / traiteur « De Statie ». L'aile de service à toit plat a été surhaussée et dotée d'une toiture à deux versants tandis que de plus grandes fenêtres ont été ménagées dans la halle des marchandises.

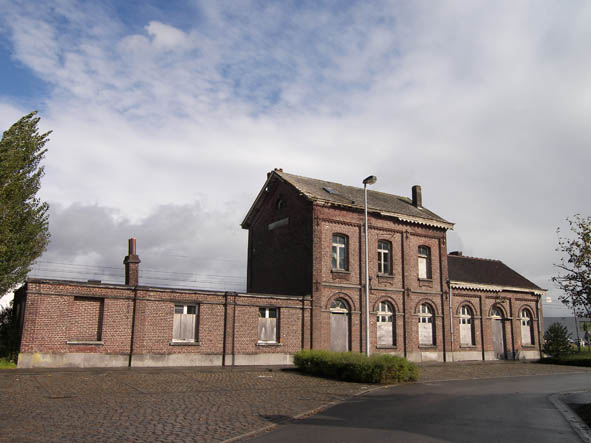
Bâtiment des recettes en 2008.
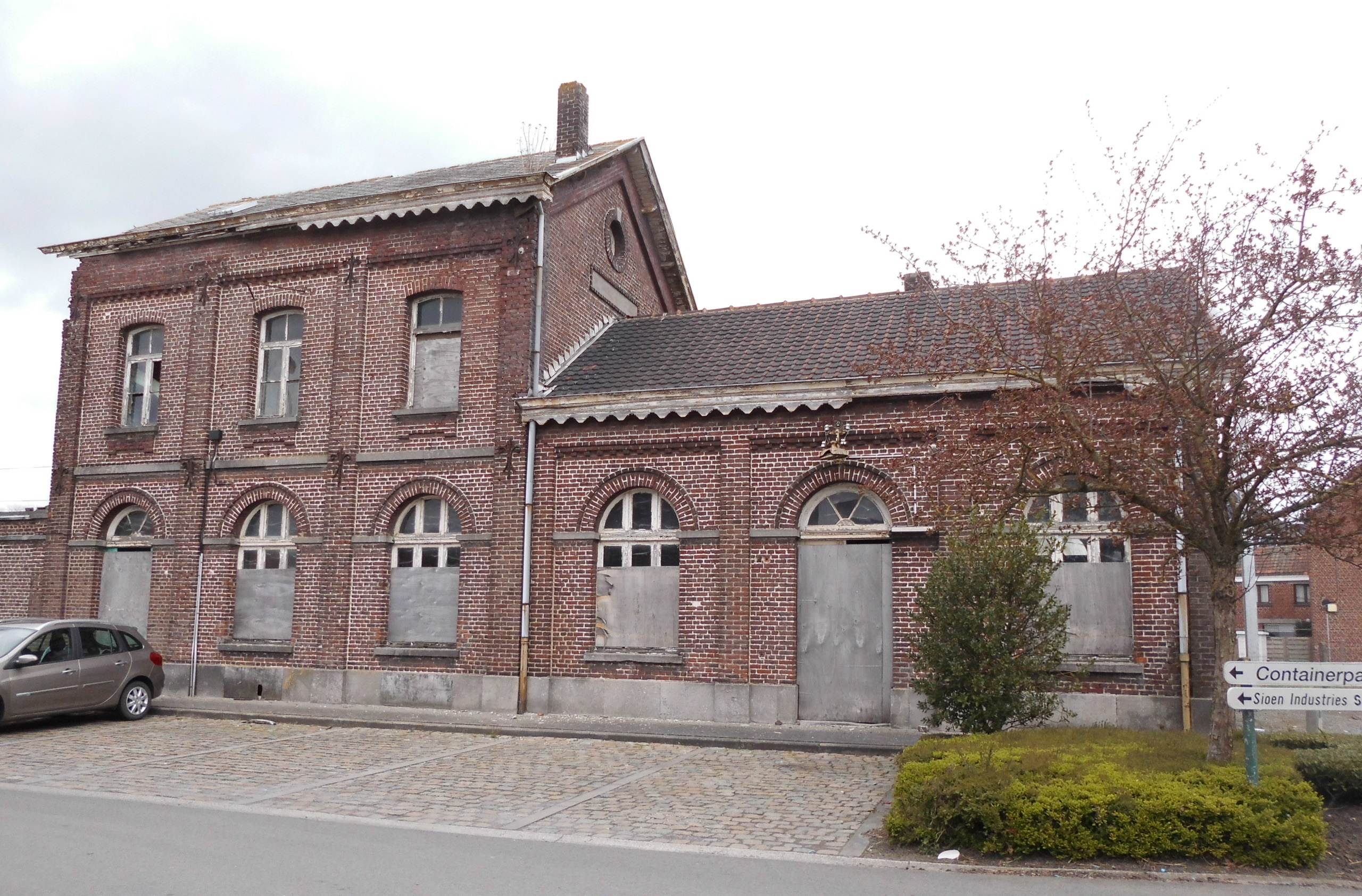
2015, côté rue…
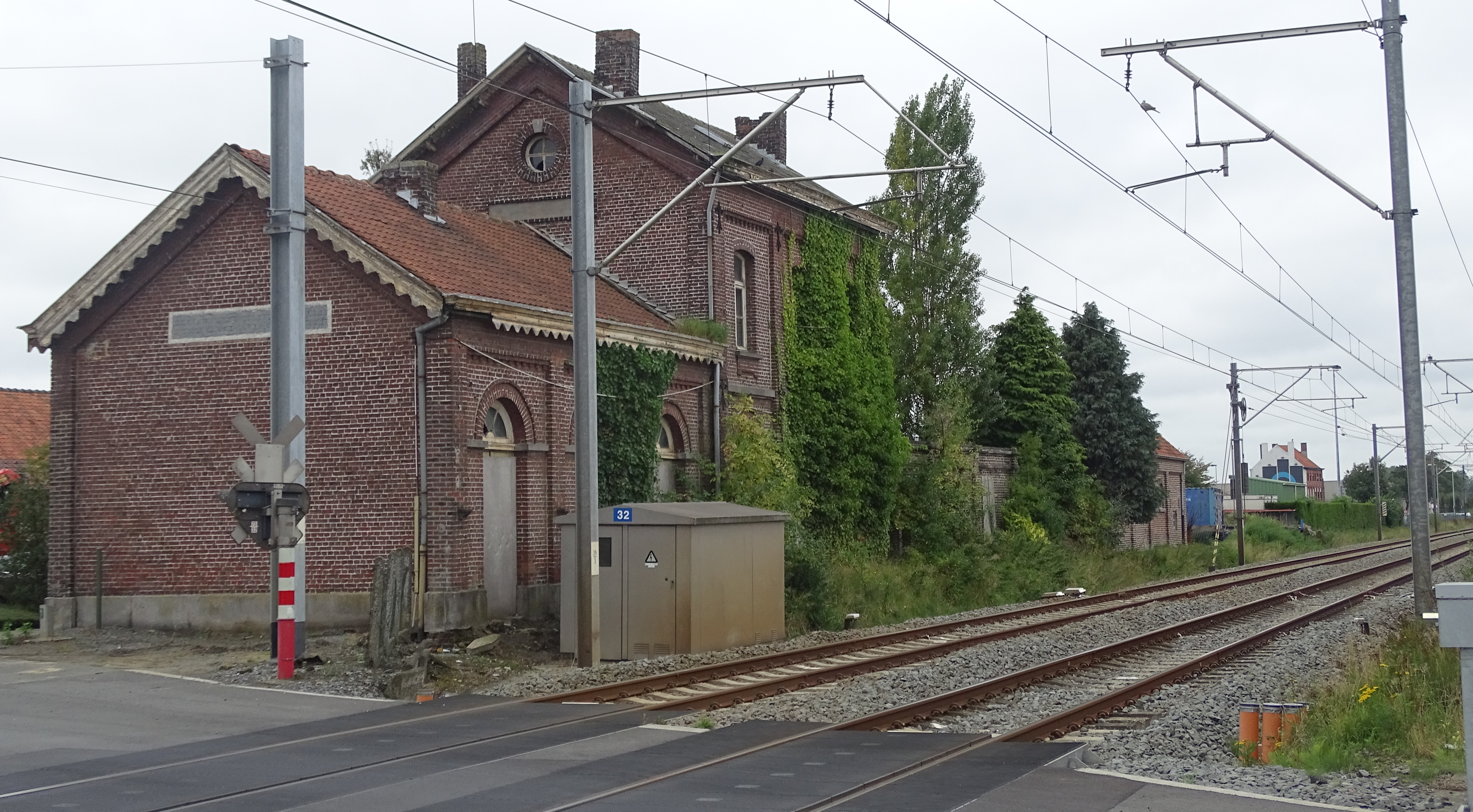
et côté voies.
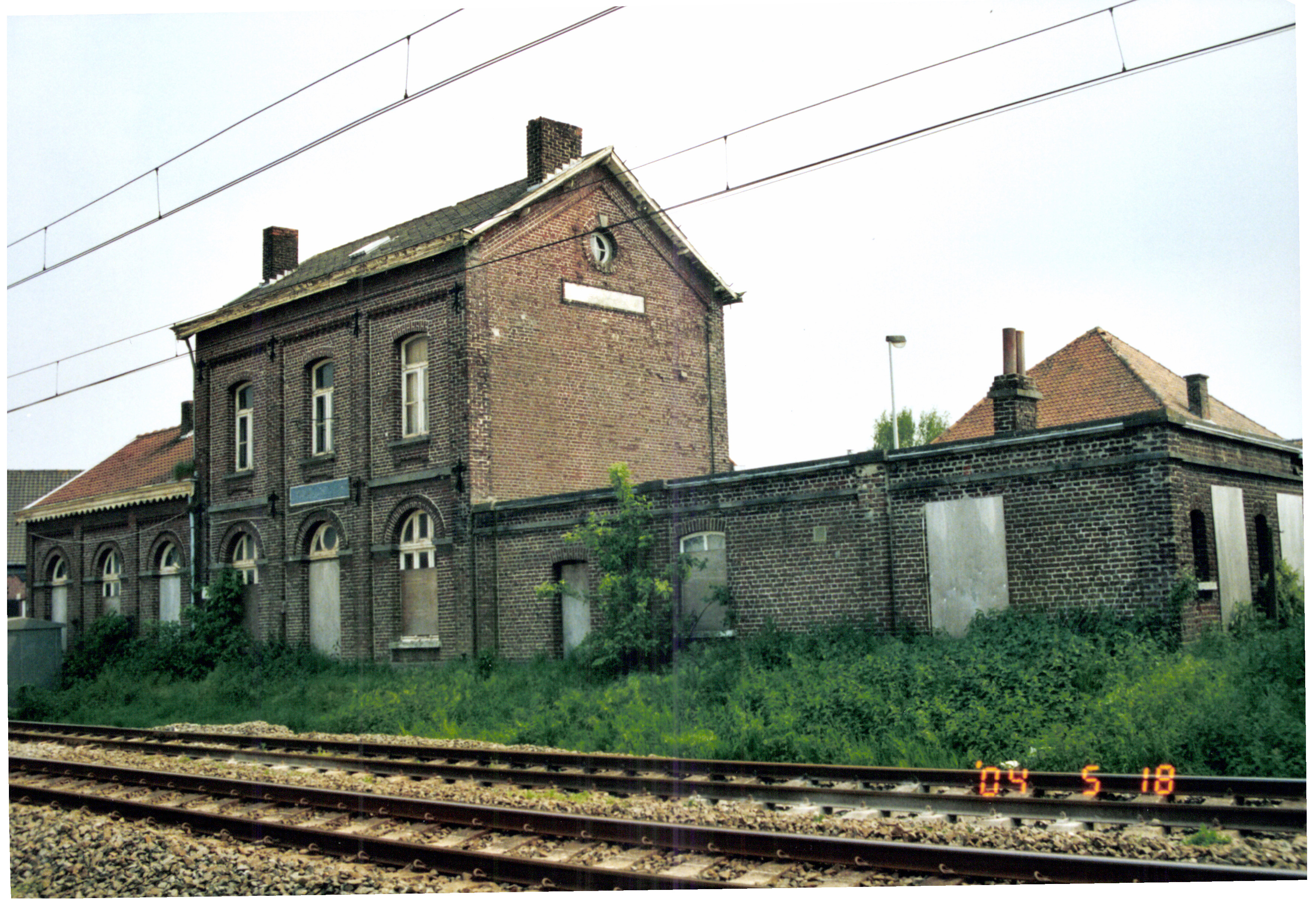
2004.
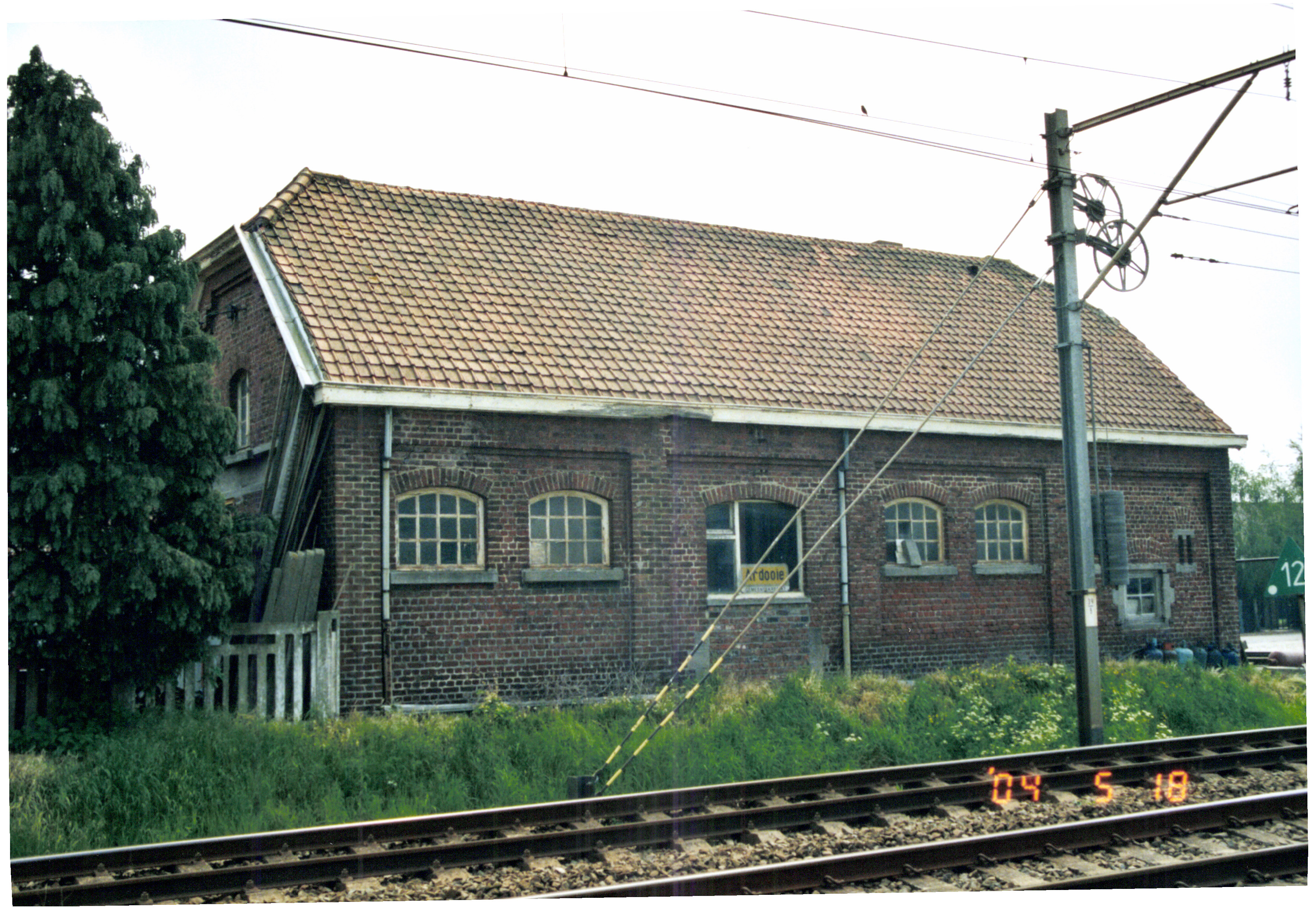
Halle aux marchandises. L'accès au quai a été muré.
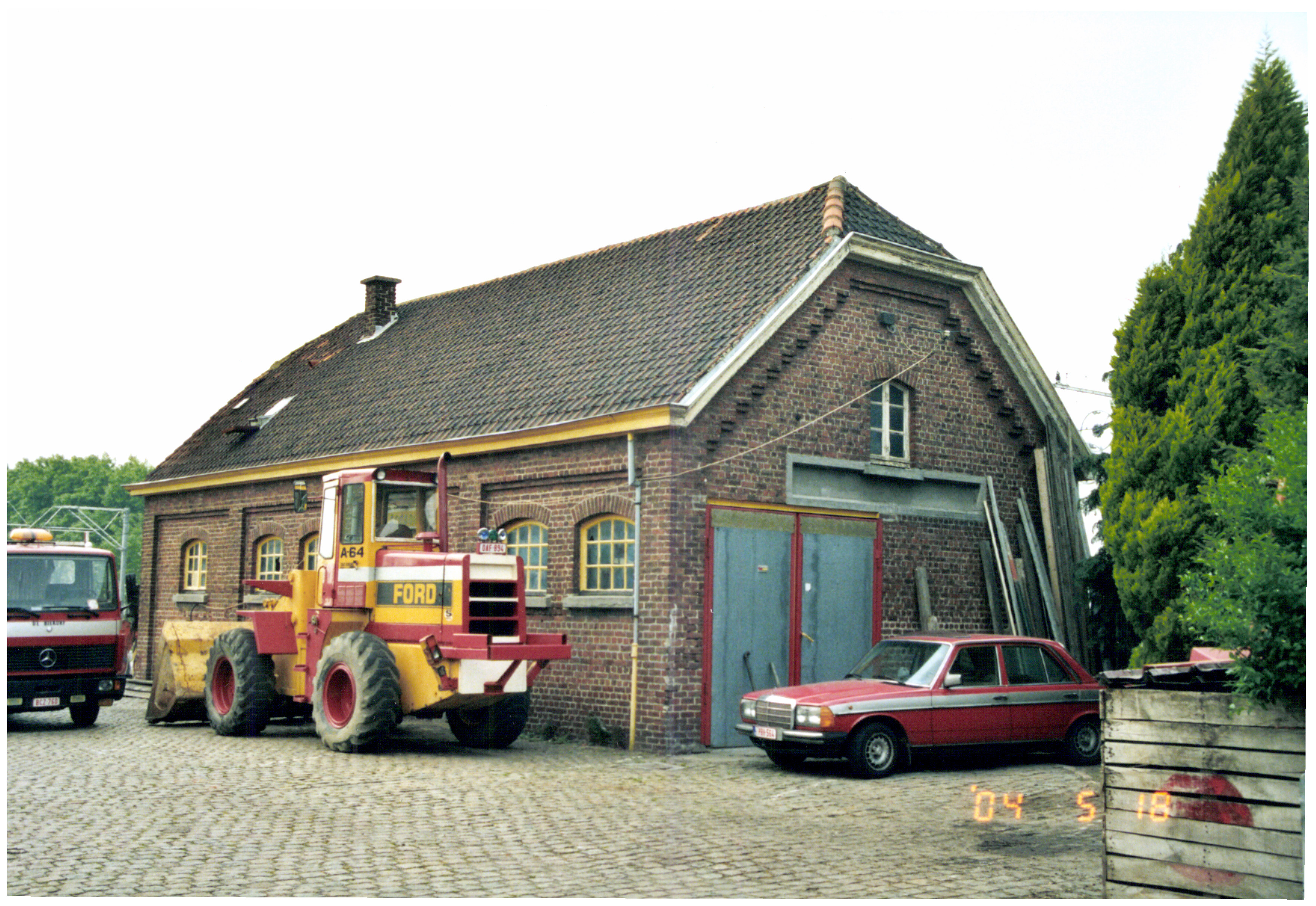
Côté cour (2004).